# Skip Williams
Ralph Williams meglio noto come Skip Williams (Lake Geneva, ...) è un autore di giochi statunitense. È noto soprattutto come coautore della terza edizione del gioco di ruolo fantasy Dungeons & Dragons e per essere stato per lungo tempo curatore della colonna Sage Advice di Dragon.

## Carriera
Nato a Lake Geneva, Williams conobbe informalmente molte delle persone che svilupparono e influenzarono la versione originale di  Dungeons & Dragons, avendo frequentato la scuola con il figlio di Gary Gygax e partecipando in un gruppo di gioco che Gary usava per testare alcune delle regole di Advanced Dungeons & Dragons. Williams iniziò a lavorare alla Tactical Studies Rules come impiegato part-time nel 1976., inizialmente con lavori amministrativi, come cassiere, nell'ufficio spedizioni, ecc...
Williams diresse la Gen Con dal 1980 al 1983.. Per un certo periodo lavorò solo come freelance, facendo lavori occasionali, fu in questa occasione che ebbe l'occasione di scrivere la colonna Sage Advice sulle pagine di Dragon - Williams ricorda che il curatore editoriale di Dragon, Roger E. Moore semplicemente non riusciva a trovare nessuno nella redazione che si offrisse volontariamente per scriverla. Williams tenne la posizione fino al 2004. Nel 1989, Williams si unì per alcuni anni allo staff della RPGA, prima di diventare un autore di giochi per la TSR. Dal 1990 al 1992 fu anche redattore associato della rivista  Polyhedron.
Quando la TSR venne acquistata dalla Wizards of the Coast, si trasferì dal Wisconsin a Washington. Williams venne promosso a progettista senior e lavorò con la squadra che produsse la terza edizione.  Monte Cook, Jonathan Tweet e Skip Williams contribuirono tutti alla terza edizione dei tre manuali base della terza edizione di  Dungeons & Dragons, ognuno di essi scrisse uno dei libri basato sul suo contributo. Williams lavorò anche alla nuova edizione dell'ambientazione dei Forgotten Realms. Sebbene venga licenziato dalla Wizards of the Coast nel 2002 e sia tornato nel Wisconsin, continuò a produrre materiale per Dungeons & Dragons e D20 System come freelance fino al 2005. Le sue pubblicazioni di questo periodo includono Cry Havoc! pubblicato dalla Malhavoc Press di Monte Cook' e Races of the Wild per la Wizards of the Coast. È stato l'autore della colonna Ask The Kobold per il Kobold Quarterly.